# 飯羽間村
飯羽間村（いいばまむら）は、かつて岐阜県恵那郡にあった村である。
現在の恵那市岩村町飯羽間。

## 大字・小字
- 大字: 飯羽間
- 小字:大見屋洞、小見屋洞、飯塚、永洞、大平、高洞、西川、栃洞、恵立、大下洞、森下、市場田、信寺洞、上山の田、山の田、中屋、下駒ケ洞、柳ケ坪、前田、欠の下、柳の本、向ひ田、向ひ畑、大洞、坂下、根平、洞田、上根、上菜種、石佛、塔ケ根、上田、下尾先、上尾先、駒ケ洞、小箸原、中根、平畑、寺屋敷、半の木、蔵屋敷、松割、大坪、小坪、下小坪、極楽寺、土取、川前、箕輪、八本木、光學、分根、樫植、嶋田、與十郎分、廣見、蔵前、鳥屋場、上平、中平、下平、山脇、飯留口、飯留、湯平、小屋ケ根、上八木、高松、堤下
- 【過去に存在した小字】上小澤、小澤、小澤山、立野

## 歴史
- 平安時代より美濃国遠山荘の一部。飯羽間に極楽寺が開創。
- 鎌倉時代初期に加藤景廉の嫡子、景朝が遠山景朝と称し美濃遠山氏の初代となり、遠山氏の領地となる。
- 戦国時代末期の元亀3年（1572年）武田軍が恵那郡に侵入し飯羽間遠山氏の飯羽間城が武田軍の兵火により消失。
- 江戸時代は岩村藩領。
- 1872年（明治5年） 5月 - 上飯羽間村、中飯羽間村、下飯羽間村、根上村が合併し、飯羽間村となる。
- 1889年（明治22年）7月1日 - 町村制により飯羽間村が発足。
- 1897年（明治30年）4月1日 - 富田村と合併し本郷村が発足。同日飯羽間村は廃止。
- かつて下飯羽間村に小澤、上小澤、立野の集落が存在したが、小沢溜池と阿木川ダム建設に際し全戸が移転し水没した。

## 神社・仏閣
- 白山神社
- 山王日枝神社
- 津島神社
- 徳祥寺